# Стюарт Фріборн
Стюарт Фріборн (нар. 5 вересня 1914 – пом. 5 лютого 2013) — британський гример. Брав участь у створенні образів Йоди і Чубакки у фільмі «Зоряні війни», роботі над фільмом Стенлі Кубрика «Космічна одіссея 2001 року».
Найбільшу популярність йому принесла робота над образами персонажів «Зоряних війн». Окрім Йоди і Чубакки, Фріборн брав участь у створенні образу Джабби Хатта та низки інших героїв.
Режисер Джордж Лукас назвав Фріборна «легендою гримерного мистецтва, чия творчість житиме вічно».
Робота Фріборна над космічною епопеєю була відзначена кінопреміями «Сатурн» і BAFTA.